# Тулніч (комуна)
Тулніч (рум. Tulnici) — комуна у повіті Вранча в Румунії. До складу комуни входять такі села (дані про населення за 2002 рік):
- Грешу (120 осіб)
- Коза (870 осіб)
- Лепша (284 особи)
- Тулніч (2424 особи)

Комуна розташована на відстані 170 км на північ від Бухареста, 46 км на північний захід від Фокшан, 118 км на північний захід від Галаца, 87 км на схід від Брашова.

## Населення
За даними перепису населення 2002 року у комуні проживали 5858 осіб. Усі жителі комуни рідною мовою назвали румунську.
Національний склад населення комуни:
| Національність | Кількість осіб | Відсоток |
| -------------- | -------------- | -------- |
| румуни         | 5857           | > 99,9%  |

Склад населення комуни за віросповіданням:
| Релігія        | Кількість осіб | Відсоток |
| -------------- | -------------- | -------- |
| православні    | 5843           | 99,7%    |
| п'ятдесятники  | 11             | 0,2%     |
| греко-католики | 3              | 0,1%     |
| реформати      | 1              | < 0,1%   |